# Ole Christian Kvarme
Ole Christian Mælen Kvarme, född den 11 november 1948 i Molde, är en norsk präst och tidigare biskop Norska kyrkan.

## Biografi

### Studier
Mælen Kvarme studerade teologi vid Menighetsfakulteten och avlade teologie kandidatexamen 1974, innan han studerade judaistik vid universitetet i Göttingen och det Hebreiska universitetet i Jerusalem.

### Missionsuppdrag och tjänst i civilsamhället
Han var missionspräst för Den norske Israelsmisjon i Haifa, Israel, 1976–1981 och därefter ledare för ett studiecentrum i Jerusalem 1982–1986.
Från 1986 var han åter i Norge, som generalsekreterare för Det Norske Bibelselskap, som är den norska grenen av United Bible Societies, och som arbetar med översättning och produktion av biblar och bibeldelar på norska.

### Prästtjänst och biskop i Borg
Från 1996 övergick han till prästtjänst igen, som domprost i Oslo domkyrkontrakt. Strax därefter, 1998, blev han biskop i Borgs stift.

### Biskop i Oslo
Sju år senare, i mars 2005, valdes Mælen Kvarme till ny biskop i Oslo stift. Utnämningen var omstridd, då Mælen Kvarme uttalat att han inte tänkte viga prästkandidater som levde i homsexuella parrelationer till präster. Hans inställning delades visserligen av majoriteten inom Norska kyrkan, och han fick starkt stöd i det val som förrättades bland präster, prostar och teologiprofessorerna vid de norska prästutbildningarna, samt i biskopskollegiet. Däremot föreslog Kyrkorådet och stiftsstyrelsen i Oslo stift två andra kandidater, och Høyre i Oslo fylke uttalade sig mot valet av Mælen Kvarme.
Det var regeringen som fattade det avgörande beslutet, och två statsråd från Høyre respektive Venstre reserverade sig mot beslutet mot bakgrund av Mælen Kvarmes inställning till homosexuellas rättigheter. Mælen Kvarme beskrevs som de kyrkligt konservativas kandidat, en revansch efter utnämningen av den mer liberale Gunnar Stålsett och Kristelig Folkepartis kandidat.
Ole Christian Mælen Kvarme installerades som biskop i Oslo 3 april 2005, i Oslo domkyrka under närvaro av kung Harald. Strax efter sitt tillträde försökte Mælen Kvarme hindra tillsättningen av Nils Jøran Riedl som studentpräst vid Universitetet i Oslo, med anledning av att Riedl levde i en samkönad relation. Biskopen röstades visserligen ned av stiftsstyrelsen, men markerade sin inställning genom att inte skicka något kollationsbrev, det vill säga det brev där biskopen meddelar församlingen vem som utnämnts till dess präst. Brevet har idag främst en symbolisk funktion, och ersattes av ett högtidstal, men Mælen Kvarmes åtgärd polisanmäldes som diskriminering.
Han lämnade biskopsämbetet i Oslo i september 2017 på grund av sjukdom.